# Worttrennung
Die Worttrennung oder auch Wortzerlegung (in Österreich: das Abteilen), also das Aufteilen von – meist längeren – Wörtern, dient in Alphabetschriften der verbesserten Raumausnutzung beim hand- und maschinenschriftlichen Zeilenumbruch. Die Worttrennung folgt festen orthografischen Regeln.
Der Ausdruck Silbentrennung, der dasselbe bezeichnet, ist im Hinblick auf solche Sprachen problematisch, bei denen die Worttrennung mit der phonologischen oder phonetischen Gliederung in Silben oft nicht übereinstimmt, z. B. die englische. Im Deutschen richtet sich jedoch die Worttrennung primär nach den Sprechsilben.
Am Zeilenende wird aus ökonomischen (ein Wort passt nicht mehr vollständig auf eine Zeile) und ästhetischen Gründen (die Seite wird gleichmäßiger gefüllt) getrennt. In vielen Sprachen – darunter auch der deutschen – sind die Hauptgrundlage für die Worttrennung die Zerlegung zusammengesetzter Wörter in ihre Bestandteile und die anschließende Zerlegung nach Silben.
Eine in der deutschen und manchen anderen Sprachen verwendete andere Grundlage der Worttrennung beim Schreiben ist die Trennung entsprechend etymologischer Prinzipien, das heißt die Trennung aufgrund der ursprünglichen Zusammensetzung (also der ursprünglichen Sprechsilben) in der eigenen oder der entlehnten Sprache. Diese Art der Worttrennung basiert auf der Zerlegung in Wortbestandteile, die nicht immer mit der Zerlegung in Silben als phonetische Einheiten übereinstimmt. Die Sprachwissenschaft definiert die Silbe als kleinste Lautgruppe im natürlichen Sprechfluss. Sie ist eine phonetische und keine Sinneinheit. Das bedeutet, dass die Einteilung in Silben oft nicht mit der Einteilung in bedeutungstragende Einheiten (Morpheme) übereinstimmt. Unter anderem durch den unauflösbaren Konflikt zwischen morphologischen und phonetischen Prinzipien ist die Worttrennung beispielsweise in der englischen Sprache so kompliziert, dass dies auch in englischsprachigen Ländern in der Schule nur selten und auch dann nur flüchtig erläutert wird. Selbst im Internet findet man fast keine Information hierzu, außer dem schon in der Schule üblichen Rat, im Wörterbuch nachzuschlagen. Darüber hinaus gibt es auch hier Unterschiede zwischen britischen und US-amerikanischen Gepflogenheiten und Regeln. Durch die nur sehr schwache Korrespondenz zwischen Lauten und Buchstaben im Englischen ist es jedoch ohne eine drastische Rechtschreibreform unmöglich, die Worttrennung einfacher, das heißt phonetischer zu gestalten.

## Die Worttrennung im Deutschen

### Trennzeichen

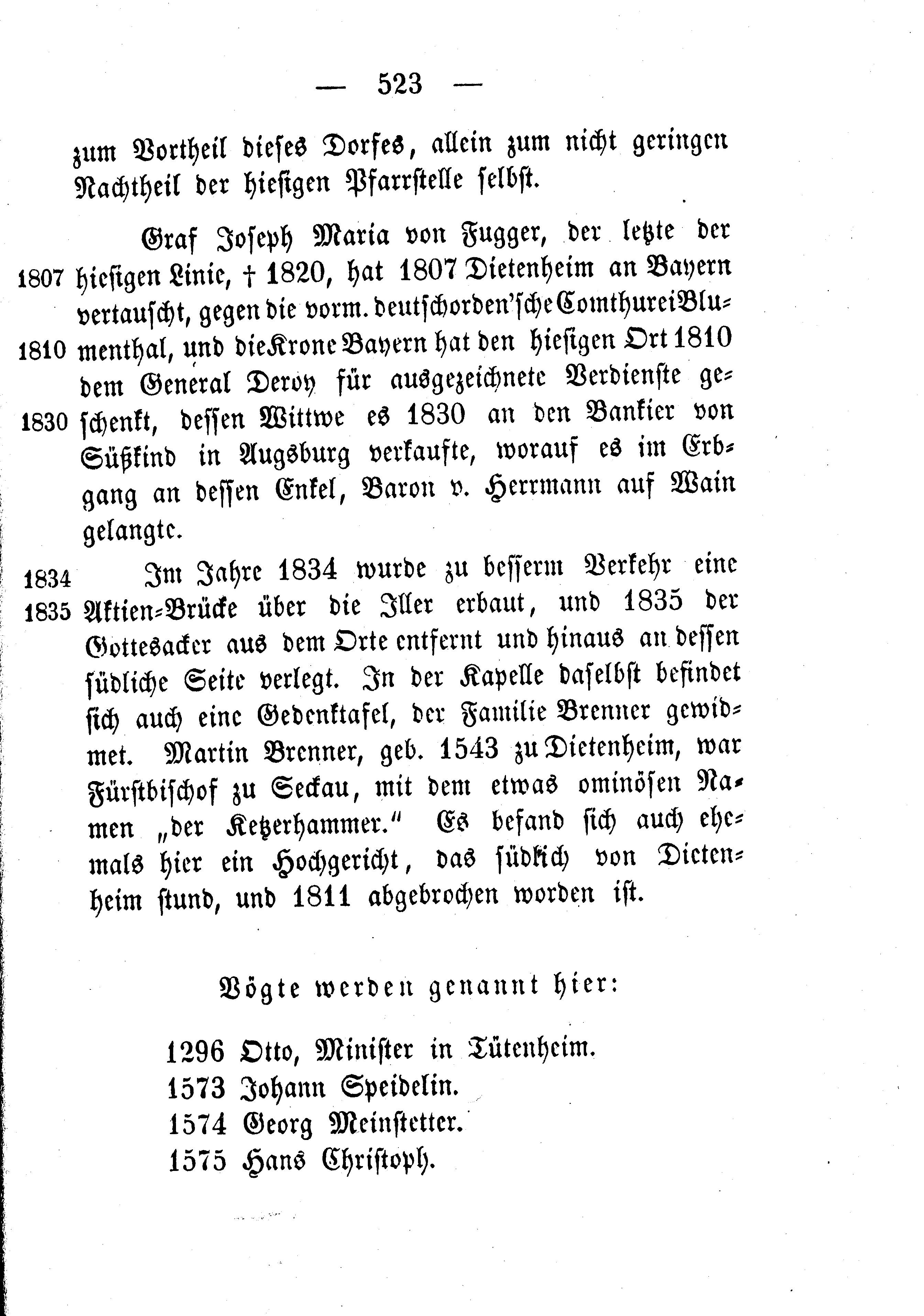
Buch von 1862 mit doppelten Trennstrichen

In der deutschen Rechtschreibung wird zur Worttrennung ein Trennungsstrich verwendet. Äußerlich ist dieser mit dem Bindestrich identisch, weshalb das Zeichen in beiden Fällen auch als Divis bezeichnet wird. Im Satz wird als Divis der Viertelgeviertstrich verwendet, historisch (in der Frakturschrift) auch der Doppelbindestrich („⸗“). Mit der Schreibmaschine entstand das Bindestrich-Minus, das hier für alle Mittelstriche verwendet wurde und länger als ein Viertel-, aber kürzer als ein Halbgeviertstrich und das noch längere Minus war. Dieses Zeichen blieb auf den Computertastaturen und in den ersten Computerzeichensätzen erhalten. Heutige Zeichensätze enthalten auch wieder die anderen Zeichen und moderne Textprogramme erzeugen oft je nach Kontext unterschiedliche Zeichen, wenn die Bindestrich-Minus-Taste betätigt wurde. Die Glyphe des Bindestrich-Minus entspricht außerdem meist wieder dem Viertelgeviertstrich.

### Prinzipien
Die orthografische Worttrennung in der deutschen Sprache beruht auf Wortbestandteilen, (Sprech-)Silben, grafischen und ästhetischen Eigenschaften. Die reformierten Regeln werden im Artikel neue deutsche Rechtschreibung dargestellt.
Besonders bei Fremdwörtern kann die Trennung Schwierigkeiten bereiten, da hier oft unklar ist, ob sie nach den Regeln der deutschen Sprache oder der Originalsprache getrennt werden sollen. Während einige Wörter wie „Chauffeur“ nach deutschen Regeln problemlos in „Chauf-feur“ getrennt werden können, bereiten andere wie „Restaurant“ Schwierigkeiten. Soll „Restaurant“ nach deutschen Prinzipien (richtig: Res-tau-rant) oder nach der Originalsprache (Restau-rant) getrennt werden? Automatische Rechtschreibprüfungen berücksichtigen dies nicht immer und können falsche Trennungen erzeugen.
So begegnet man gelegentlich sinnentstellenden Trennungen, die meist von automatischen Rechtschreibprüfungen durch Textbearbeitungsprogramme herrühren, wie beispielsweise Fluch-torte (richtig: Flucht-orte), Türk-linke (richtig: Tür-klinke), Urin-stinkt (richtig: Ur-instinkt). Die Ursache dafür ist der falsche Abgleich mit Morphemen, die im vorinstallierten Wörterbuch enthalten sind. Abhilfe kann nur durch manuelle Korrektur der Trennausnahmen im Programm oder durch Erweiterung des installierten Wörterbuchs geschaffen werden. Ebenso kommen mitunter sinnentstellende „fehlende“ Trennungen vor, wie beispielsweise „Zufallbringung eines halb umgestürzten Baumes“ (besser: Zu-Fall-Bringung).

## Automatische Silbentrennung
Heutige Textverarbeitungsprogramme bringen neben einer Rechtschreibprüfung in der Regel auch die Möglichkeit zur automatischen Silbentrennung mit. Dazu benutzen sie den Ansatz über eingebaute Wörterbücher mit Daten zur Silbenaufteilung. Die Wörterbücher werden für Silbentrennung und Rechtschreibprüfung sinnvollerweise gemeinsam benutzt. Auf diese Weise können die allermeisten regulären und auch die Sonderfälle abgedeckt werden. Die Wörterbücher sind notwendigerweise sprachspezifisch, sie können nicht zur Bearbeitung anderssprachiger Texte verwendet werden.
In früheren Zeiten, als so große Datenmengen wie in den genannten Wörterbüchern noch nicht handhabbar waren (aus Speicherplatz- und Geschwindigkeitsgründen), hat man versucht, die Silbentrennung algorithmisch, also mit reiner Regellogik zu erreichen. Der Grundansatz ist der, dass die Software die gewünschte Trennstelle (das Zeilenende) betrachtet, den Text dann nach links bis zum nächsten Vokal absucht (dabei Umlaute und das Y ebenfalls als Vokale zählt) und dann um einen Konsonanten nach links geht und vor diesem eine Trennung vorschlägt. Als Verfeinerungsstufe werden Konsonantengruppen wie „ch“, „sch“ oder (nach neuer Rechtschreibung) „ck“ (sowie nach alter Schreibung „st“) und dann beispielsweise noch „gn“ (für aus dem Griechischen stammende Fremdwörter wie Magnet) als ein Konsonant gezählt. Mit diesen recht einfachen Regeln, die nur wenig Programmspeicherplatz und überhaupt keinen Speicherplatz für Wörterbuchdaten benötigen, erreichen Programme für deutschsprachige Texte schon rund 75–80 % korrekte Trennstellen, beim Rest liegen sie meistens nur um einen Buchstaben daneben. Hierbei wird immer interaktiv verfahren, so dass der Benutzer diesen Trennvorschlag vor einer Bestätigung noch verschieben oder eine Worttrennung gar ganz ablehnen kann. Auch dieser Ansatz ist wegen der genannten Ausnahmefälle sprachspezifisch, angesichts der überschaubaren Datenmengen ist es aber vergleichsweise einfach, mit einer Software mehrere Sprachen wahlweise abzudecken.
Ein Element, das sowohl bei der wörterbuchgestützten als auch der algorithmischen Trennung hilft, ist das Setzen von bedingten Trennstrichen durch den Benutzer. Das sind Zeichen, die der Software eine geeignete Trennposition anzeigen; wird die Trennung benötigt, wird sie beim Druck durch einen normalen Trennungsstrich ersetzt, wird sie nicht benötigt, bleibt sie beim Druck unsichtbar. Auf diese Weise kann der Benutzer beispielsweise auch eingestreute fremdsprachige Wörter oder dem Wörterbuch unbekannte Spezialausdrücke für die korrekte Trennung vorbereiten.
Unabhängig vom Grundansatz wird die Software als weitere Verfeinerung zusätzlich allgemeinere Regeln für den Drucksatz befolgen, beispielsweise nicht zu kleine Bruchstücke eines Wortes abzutrennen oder einen schon vorhandenen Bindestrich als Trennung verwenden, wenn er innerhalb einer (in ihrer Größe ggf. konfigurierbaren) Toleranzzone liegt. In einer Verfeinerungsstufe wird diese Toleranzzone bezüglich bedingten Trennstrichen größer angesetzt als für algorithmisch gefundene Trennstellen; denn wenn eine bedingte Trennstelle vorgegeben ist, soll vorzugsweise auf diese eingerastet werden, anstelle auf algorithmisch gefundene und womöglich abweichende Trennstellen.

## Worttrennung in nicht gedruckten Texten
In Texten, die nicht oder zumindest nicht primär für den Druck bestimmt sind, wird auf Worttrennung meist verzichtet. Dies betrifft die meisten Inhalte des Internets, beispielsweise Webseiten oder E-Mails. Da die Darstellung solcher Texte und damit die geeignete Stelle für den Zeilenumbruch je nach Endgerät stark variieren kann (Bildschirmbreite, Schriftgröße u. Ä.), ist es in der Regel nicht möglich, die Worttrennung bereits im Rahmen der Texterzeugung automatisch oder manuell fest einzustellen. Diese Aufgabe müsste also von der Software des Endgerätes übernommen werden, im Falle von Webseiten beispielsweise vom Browser.
Da die automatische Worttrennung jedoch aufwendig und fehleranfällig ist, wird oft darauf verzichtet, womit die Zeilen einfach an passender Stelle nach einem Wortende umbrochen werden und lediglich Bindestriche als zusätzliche mögliche Trennstellen berücksichtigt werden. Dies resultiert in der Regel in linksbündigem Text, der rechts mehr oder weniger stark „zerfleddert“ wirkt. Dem entgegenwirken kann eine Darstellung im Blocksatz, die allerdings den Nachteil birgt, dass sehr breite Leerzeichen entstehen können.
Besonders problematisch wird der Verzicht auf Worttrennung im Falle übermäßig langer Wörter im Vergleich zur Zeilenbreite: Im Extremfall kann ein einzelnes Wort, das über die vorgesehene Zeilenlänge oder gar über die mögliche Bildschirmbreite hinausgeht, das Layout zerstören. Dies zu verhindern ist wiederum eine mehr oder weniger gut erfüllte Aufgabe der jeweiligen Software des Endgerätes. Darstellende Software kann sich notfalls dadurch behelfen, dass sie unter Missachtung orthografischer Regeln an willkürlicher Stelle im Wort einen Zeilenumbruch erzwingt.
Im HTML-Standard gibt es mit &shy; einen bedingten Trennstrich, mit dem ein Webseitenprogrammierer („weiche“, d. h. bedingte) Trennstellen vorgeben kann. Auch CSS bietet Möglichkeiten zur Handhabung des Problems. Beide Mechanismen werden jedoch nicht von allen Browsern unterstützt, nicht von allen Suchmaschinen ignoriert und sind daher wenig gebräuchlich.

## „Worttrennung“ in URLs
Ein besonderes Problem stellt die „Worttrennung“ innerhalb langer URLs dar. Da der Bindestrich ein zulässiges und häufig verwendetes Zeichen in URLs ist, wäre nicht ersichtlich, ob es sich bei einem am Zeilenende stehenden Strich um einen zur URL gehörenden Bindestrich oder aber um einen eingefügten Trennstrich handelt. Beispielsweise könnte die URL „http://de.wikipedia.org/wiki/Wort-
trennung“ sowohl für „http://de.wikipedia.org/wiki/Wort-trennung“ stehen als auch für „http://de.wikipedia.org/wiki/Worttrennung“.
URLs sollen daher nicht durch einen Bindestrich getrennt werden, sondern ohne Einfügen eines (missverständlichen) Trennungszeichens umbrochen werden. Innerhalb von Texten sollte eine URL stattdessen durch eindeutige Zeichen, die nicht Teil einer URL sein dürfen, begrenzt werden. RFC 3986, Anhang C, empfiehlt, hierfür "doppelte Anführungszeichen" oder <spitze Klammern>, also ein Kleiner- und ein Größerzeichen zu verwenden (siehe hierzu auch URL #URLs in Texten). Lange URLs und damit wahrscheinliche Trennungen (insbesondere in Mails) lassen sich durch Kurz-URLs vermeiden.
Beispiele:
- Die URL "http://de.wikipedia.org/wiki/Worttrennung" in doppelten Anführungszeichen.
- Die URL <http://de.wikipedia.org/wiki/Worttrennung> in spitzen Klammern.